# Нерль (Тверська область)
Нерль (рос. Нерль) — село в Калязінському районі Тверської області Російської Федерації.
Населення становить 774 особи. Входить до складу муніципального утворення Нерльське сільське поселення.

## Історія
Від 2005 року входило до складу муніципального утворення Нерльське сільське поселення.

## Населення
| 1859 | 1888 | 1897 | 1913  | 1939  | 1989  | 1996  |
| ---- | ---- | ---- | ----- | ----- | ----- | ----- |
| 540  | ↗582 | ↗939 | ↗1235 | ↗1404 | ↘1126 | ↘1034 |
| 2002 | 2010 |      |       |       |       |       |
| ↘835 | ↘774 |      |       |       |       |       |